# Decyzja dopuszczalna
Decyzja dopuszczalna to pojęcie z zakresu teorii decyzji, oznaczające taką decyzję, która spełnia wszystkie warunki ograniczające decyzję. Zbiór wszystkich takich decyzji nazywamy zbiorem decyzji dopuszczalnych.
Przykład: Stoimy przed problemem przyjęcia do pracy osoby na stanowisko programisty w firmie informatycznej. Podstawowym wymogiem (tzw. krytycznym kryterium wyboru) jest posiadanie dyplomu magistra informatyki. Uwzględniamy to ograniczenie, odrzucając na wstępie zgłoszenia tych kandydatów, którzy nie ukończyli wyższej uczelni informatycznej. Pozostałe kandydatury to zbiór decyzji dopuszczalnych.
Zbiór decyzji dopuszczalnych może być zbiorem pustym, wtedy problem decyzyjny nie posiada rozwiązania.